# Silverthrone Mountain
Silverthrone Mountain är ett berg i Kanada.   Det ligger i Central Coast Regional District och provinsen British Columbia, i den sydvästra delen av landet, 3 700 km väster om huvudstaden Ottawa. Toppen på Silverthrone Mountain är 2 864 meter över havet.
Terrängen runt Silverthrone Mountain är kuperad åt sydost, men åt nordväst är den bergig. Silverthrone Mountain är den högsta punkten i trakten. Trakten runt Silverthrone Mountain är nära nog obefolkad, med mindre än två invånare per kvadratkilometer.. Det finns inga samhällen i närheten. 
Trakten runt Silverthrone Mountain är permanent täckt av is och snö.